# Danang
Danang (vietnamsky Đà Nẵng, francouzský název Tourane) je město ve středním Vietnamu, čítající roku 2015 více než 1 milion obyvatel. Je šestým největším městem a třetím největším námořním přístavem země. Největší atrakcí města je Muzeum čamského sochařství, založené Francouzi již v roce 1915.

## Historie

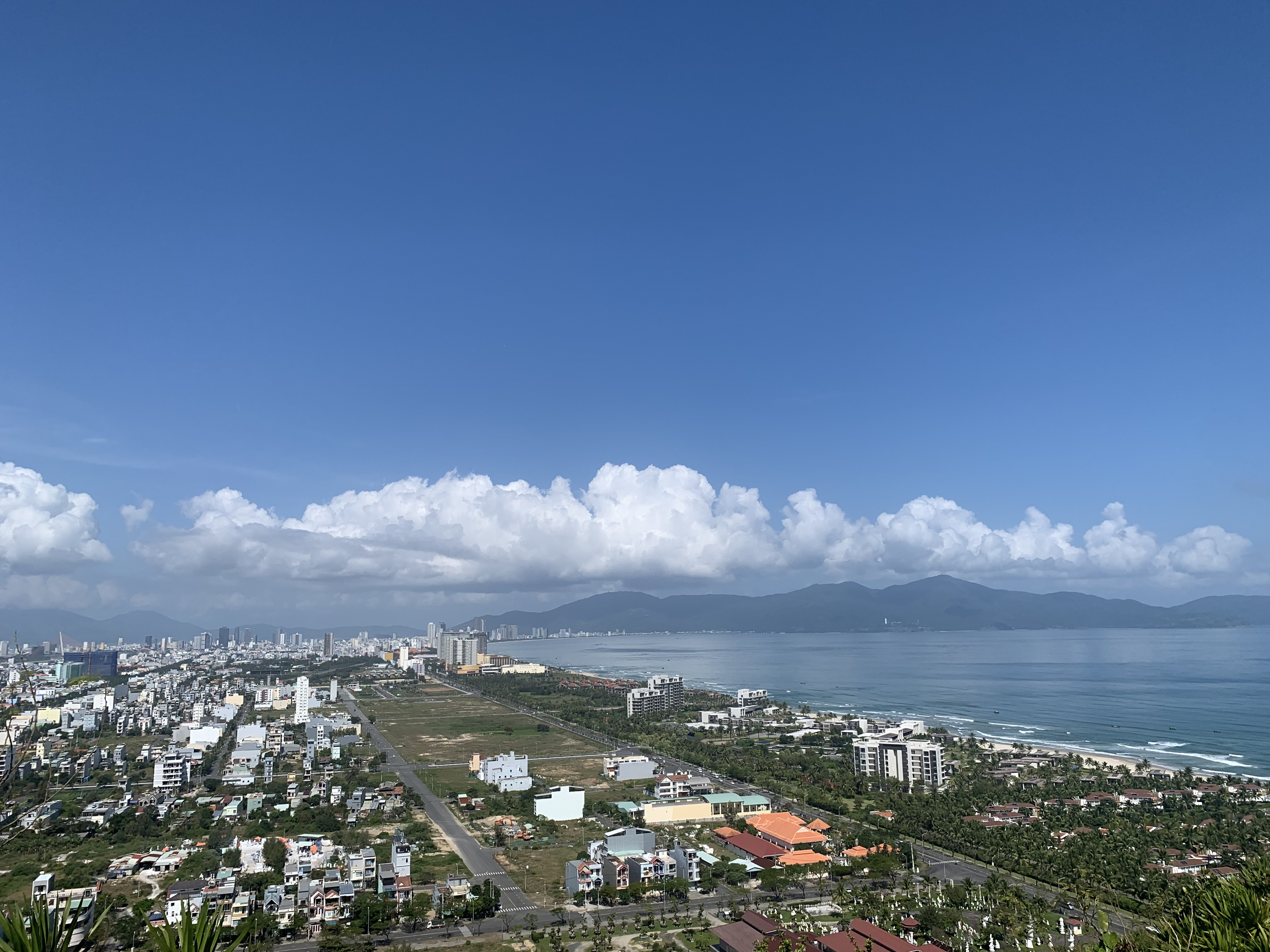
Pohled na Danang z komplexu pěti mramorových a vápencových kopců Marble Mountains

Za francouzské koloniální správy byl Danang znám pod názvem Tourane. Právě odstřelováním tohoto města z děl začalo v roce 1858 francouzské dobývání vietnamského území. V době války v Indočíně zde francouzské koloniální síly zřídily vojenskou základnu s vojenským letištěm, během války ve Vietnamu v 60. a 70. letech 20. století zde ozbrojené síly Spojených států amerických měly svou největší vojenskou základnu v Indočíně.
V roce 1975 bylo město znovu dobyto severovietnamskou armádou a dnes plní roli metropole středního Vietnamu. Danang je jedním z pěti vietnamských měst, která mají status "města pod ústřední správou", což odpovídá statutu provincie.

## Partnerská města
- Čching-tao, ČLR
- Haiphong, Vietnam
- Iwaki, Japonsko
- İzmir, Turecko
- Jaroslavl, Rusko
- Jersey City, USA
- Kagošima, Japonsko
- Kao-siung, Tchaj-wan
- Kawasaki, Japonsko
- Macao, ČLR
- Newcastle, Austrálie
- Oakland, USA
- Pittsburgh, USA
- Prefektura Okinawa, Japonsko
- San Francisco, USA
- Semarang, Indonésie
- Šan-tung, ČLR
- Šizuoka, Japonsko
- Ťiang-su, ČLR
- Tacoma, USA
- Timișoara, Rumunsko
- Toluca, Mexiko